# Saori Kondō
Saori Kondō (jap. 近藤 小織, Kondō Saori, verheiratete Saori Kōmoto (河本 小織, Kōmoto Saori); * 18. März 1956) ist eine ehemalige japanische Badmintonspielerin. 

## Karriere
Saori Kondō gewann 1977 den nationalen japanischen Titel im Dameneinzel. Ein Jahr später stand sie im Finale der All England und erkämpfte Bronze bei den Asienspielen. 1979 unterlag sie erneut im Finale der All England und wurde wie im Vorjahr Zweite. Beim Uber Cup 1978 und beim Uber Cup 1981 wurde sie Weltmeisterin mit dem japanischen Damenteam.

## Sportliche Erfolge
| Saison | Veranstaltung                | Disziplin   | Platz | Name        |
| ------ | ---------------------------- | ----------- | ----- | ----------- |
| 1977   | Japan: Einzelmeisterschaften | Dameneinzel | 1     | Saori Kondō |
| 1978   | Uber Cup                     | Damenteam   | 1     | Japan       |
| 1978   | All England                  | Dameneinzel | 2     | Saori Kondō |
| 1978   | Asienspiele                  | Dameneinzel | 3     | Saori Kondō |
| 1979   | All England                  | Dameneinzel | 2     | Saori Kondō |
| 1980   | Japan: Einzelmeisterschaften | Dameneinzel | 3     | Saori Kondō |
| 1981   | Uber Cup                     | Damenteam   | 1     | Japan       |